# Emelyn Whiton
Emelyn Thatcher Whiton (z domu Leonard, secundo voto Righter, ur. 1 marca 1916 w Nowy Jork, zm. 1 marca 1962 tamże) – amerykańska żeglarka sportowa. Złota medalistka olimpijska z Helsinek.
Zawody w 1952 były jej jedynymi igrzyskami olimpijskimi. Triumfowała w klasie 6 metrów. W załodze znajdował się m.in. również jej ówczesny mąż Herman.
Zginęła w katastrofie lotu American Airlines 1.